# West Park, Kalifornien
West Park är en ort i Fresno County i delstaten Kalifornien, USA.